# داده‌پردازی رسپینا
شرکت داده‌پردازی رسپینا، که امروز بزرگ‌ترین اپراتور FCP و توزیع‌کنندهٔ پهنای باند اینترنت اختصاصی در ایران به‌شمار می‌رود، فعالیت خود را در سال ۱۳۸۱ آغاز کرد و از ابتدا تمرکز خود را در ارائهٔ خدمات اینترنت و شبکه‌های کامپیوتری گذاشت. رسپینا یک سال بعد، موفق به اخذ مجوز ISP گردید و در سال ۹۴ نیز به عنوان FCP شناخته شد. FCP نام مجوزی است که سازمان تنظیم مقررات و ارتباطات رادیویی به شرکت‌های ارائه‌دهندهٔ خدمات ارتباطات ثابت ارائه می‌دهد. این شرکت‌ها قادرند بر بستر شبکه، خدمات ارتباطی و انتقال داده ارائه کنند.

## افتخارات
رسپینا هم‌اکنون با داشتن بیش از ۳۰۰ نیروی متخصص در رشته‌های فناوری اطلاعات و ارتباطات با امکان خدمت‌دهی در سراسر کشور به فعالیت خود ادامه می‌دهد. این شرکت از نیروهای نخبه و تراز اولی تشکیل شده‌اند که توانسته‌اند در عرصهٔ ملی و بین‌المللی افتخار آفرینی کنند. از جملهٔ این افتخارات می‌توان به کسب دیپلم افتخار در مسابقات جهانی روبوکاپ آمریکا، ژاپن و آلمان اشاره کرد. رسپینا هم‌چنین رویدادهای مختلف علمی و کسب‌وکاری را برگزار کرده‌است. وب‌سایت رسپینا در جشنوارهٔ وب و موبایل ایران برگزیده شد.

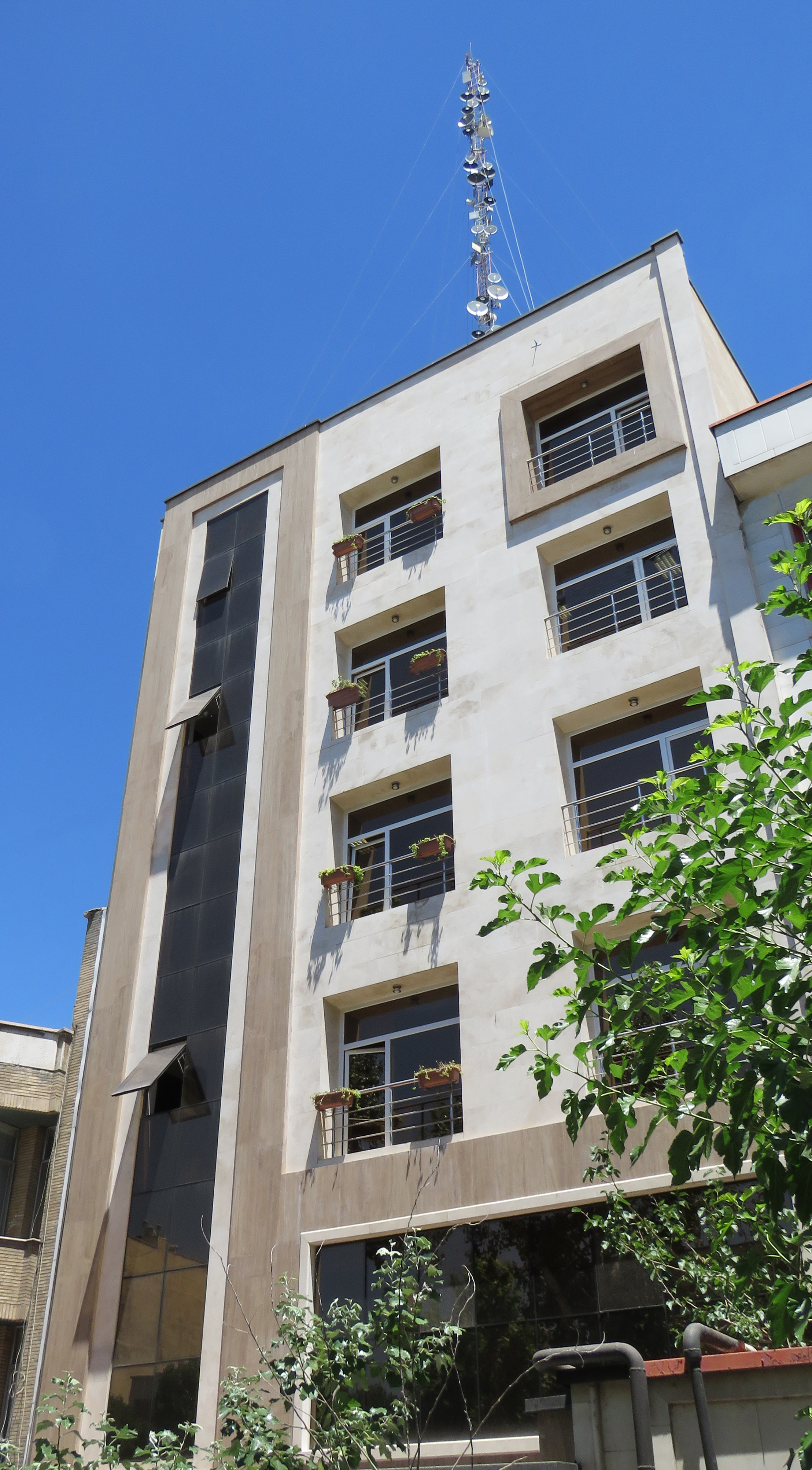
ساختمان مرکزی رسپینا واقع در خیابان توانیر تهران

## خدمات و محصولات رسپینا
مهم‌ترین خدمات و محصولات رسپینا عبارت اند از:
- پهنای باند اختصاصی اینترنت
- تلفن ثابت سازمانی Nexfon
- اشتراک فضای دیتاسنتر
- اینترنت پرسرعت برج‌ها و مجتمع‌ها
- سرویس وای‌فای عمومی

رسپینا به سازمان‌ها و شرکت‌ها پهنای باند اختصاصی ارائه می‌کند و قادر است با در اختیار داشتن بیش از ۷۰ سایت فرعی در سطح استان‌های تهران، فارس، البرز، آذربایجان شرقی، خراسان‌رضوی و اصفهان امکان برقراری ارتباطات بی‌سیم را فراهم کند. رسپینا در بین شرکت‌های ارائه‌دهندهٔ خدمات اینترنت در ایران، بیشترین تعداد ارتباط BGP را دارد، حتی از شرکت ارتباطات زیرساخت و مخابرات ایران هم بالاتر.
رسپینا دارای مرکز داده‌های متعددی است و اقدام به ارائهٔ سرویس Colocation یا اشتراک فضا به خبرگزاری‌ها، وزارت‌خانه‌ها و کلیهٔ سازمان‌های عمومی و خصوصی می‌کند. این شرکت هم‌چنین به برج‌ها و مجتمع‌ها، سرویس اینترنت پرسرعت ADSL ارائه می‌کند.
رسپینا، در سال گذشته از نکسفون، سرویس جدید تلفن سازمانی خود رونمایی کرد. این سرویس برای کاهش هزینه‌ها و افزایش بهره‌وری شرکت‌های کوچک و رو به رشد ایده‌آل به‌شمار می‌آید، از سوی دیگر نکسفون برای شرکت‌ها و سازمان‌های بزرگ که نیاز به راه‌حل جامع مدیریتی جهت یک‌پارچه‌سازی ساختار ارتباطی سازمان خود دارند، می‌تواند انتخابی منحصر به فرد باشد. نکسفون هزینه‌های ثابت و متغیر تلفن‌های ثابت را کم کرده و تمام آن امکانات را با کیفیت، کارایی و حتی امکانات بیشتر، ارائه می‌کند.

## پوشش دهی و خدمت رسانی
دفتر مرکزی داده پردازی رسپینا در تهران واقع شده‌است، همچنین این شرکت در پنج استان اصفهان، البرز، فارس، آذربایجان شرقی و خراسان رضوی شعبه دارد و مشغول به خدمت رسانی است.
 داده پردازی رسپینا با اعطای نمایندگی فروش به شرکت‌های واجد شرایط گسترهٔ خدمات رسانی خود را به کل کشور تعمیم داده است.

## حملات سایبری
هفدهم فروردین ماه ۹۷، سرویس‌های اینترنت و مراکز داده داخلی با حملات سایبری و اختلالات سراسری مواجه شد. در پی این حملات، شرکت رسپینا طی اطلاعیه‌ای اعلام کرد: "صرفاً تعداد ۴۱ عدد از تجهیزات سیسکو در شبکهٔ گستردهٔ شرکت رسپینا در کل کشور از این حمله تأثیر پذیرفتند. هم‌چنین نوع حمله از نوع منع سرویس بوده و صرفاً تنظیمات تجهیزات به تنظیمات کارخانه‌ای برگشته و هیچ‌گونه سرقت از اطلاعات صورت نگرفته‌است."  در پی این حملات شرکت رسپینا موفق شد ظرف مدت کمتر از ۲ ساعت با کمک نیروهای متعهد و متخصص خود، شبکهٔ خود و مشتریان را که در سراسر کشور قرار داشته و جهت رفع مشکل نیاز به حضور فیزیکی پای تجهیزات دارد، به حالت عادی بازگرداند.